# Episodi di Peak Practice (ottava stagione)
L'ottava stagione della serie televisiva Peak Practice è stata trasmessa in anteprima nel Regno Unito dalla Independent Television tra il 14 settembre 1999 e il 14 dicembre 1999.
| nº | Titolo originale         | Titolo italiano | Prima TV UK       | Prima TV Italia |
| -- | ------------------------ | --------------- | ----------------- | --------------- |
| 1  | Breaking Point           |                 | 14 settembre 1999 |                 |
| 2  | Alone                    |                 | 21 settembre 1999 |                 |
| 3  | Eskimo Roll              |                 | 28 settembre 1999 |                 |
| 4  | Wood for the Trees       |                 | 5 ottobre 1999    |                 |
| 5  | Buying Time              |                 | 12 ottobre 1999   |                 |
| 6  | Change of Life           |                 | 19 ottobre 1999   |                 |
| 7  | Close to Heaven (Part 1) |                 | 2 novembre 1999   |                 |
| 8  | Close to Heaven (Part 2) |                 | 9 novembre 1999   |                 |
| 9  | The First Stone          |                 | 16 novembre 1999  |                 |
| 10 | Hearts and Minds         |                 | 23 novembre 1999  |                 |
| 11 | Not Waving But Drowning  |                 | 30 novembre 1999  |                 |
| 12 | Moving On                |                 | 7 dicembre 1999   |                 |
| 13 | New Beginnings           |                 | 14 dicembre 1999  |                 |